# Jantra (religie Wschodu)

Śri jantra

Jantra (dewanagari: यन्त्र) –  termin sanskrycki; w znaczeniu dosłownym oznacza  instrument, maszynę bądź warsztat, w szczególności warsztat tkacki są rytualnymi diagramami rozpowszechnionymi w hinduizmie i tantryzmie, służą do medytacji lub spełniają funkcje inicjacyjne.
Jantra jest reprezentacją pierwiastka boskiego i może być traktowana jako fizyczny wyraz mantry: mantra przedstawia pierwiastek boski w postaci dźwięku, jantra natomiast w postaci geometrycznej figury.
Jantra ma zawsze charakter geometryczny w odróżnieniu od mandali, która może zawierać również elementy ikonograficzne. Spotyka się także motywy florystyczne. Istnieje pogląd, że jantra zawiera w sobie mandalę. Znaczeniem jantry są aspekty boskości, reprezentacja wszechświata jak również mapa świadomości. W praktyce medytacyjnej jantry i mantry występują parami uzupełniając się. Szczególnym rodzajem jantry jest śri jantra utworzona z 9 trójkątów oraz bindu. Cztery trójkąty skierowane w górę reprezentują aspekt męski, boga Śiwę, zaś pięć skierowanych w dół reprezentuje aspekt kobiecy, boginię Śakti.